# Liste der Bodendenkmäler in Etzenricht
Auf dieser Seite sind die Bodendenkmäler in der Oberpfälzer Gemeinde Etzenricht zusammengestellt. Diese Tabelle ist eine Teilliste der Liste der Bodendenkmäler in Bayern. Grundlage ist die Bayerische Denkmalliste, die auf Basis des Bayerischen Denkmalschutzgesetzes vom 1. Oktober 1973 erstmals erstellt wurde und seither durch das Bayerische Landesamt für Denkmalpflege geführt wird. Die folgenden Angaben ersetzen nicht die rechtsverbindliche Auskunft der Denkmalschutzbehörde.

## Bodendenkmäler in Etzenricht
| Lage                       | Objekt | Akten-Nr.     | Bild |
| -------------------------- | --- | ------------- | ---- |
| Am Kirchplatz 5 (Standort) | Mittelalterlicher Burgstall mit der evangelisch-lutherischen Kirche St. Nikolaus in Etzenricht.                                 | D-3-6338-0001 |      |
| (Standort)                 | Endpaläolithische und mesolithische Freilandstation, Siedlungen der Frühbronzezeit, der Urnenfelderzeit und der Frühlatènezeit. | D-3-6338-0002 |      |
| (Standort)                 | Metallzeitliche, wohl hallstattzeitliche Siedlung.                                                                              | D-3-6338-0006 |      |